# Krystian Bielik
Krystian Bielik (Konin, 4 januari 1998) is een Pools voetballer die doorgaans als defensieve middenvelder voor Birmingham City speelt. Hij verruilde Arsenal in augustus 2019 voor Derby County.

## Clubcarrière

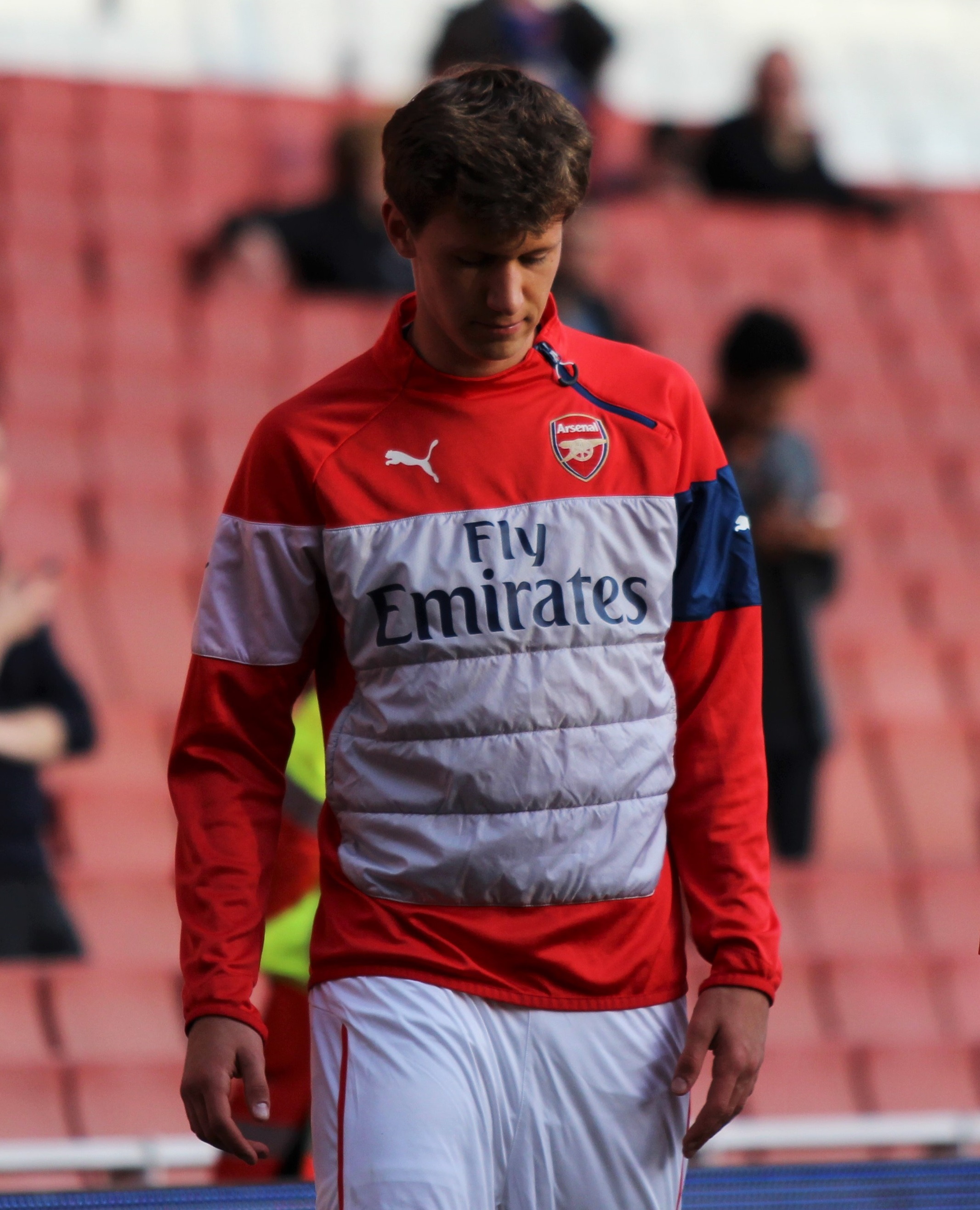
Bielik tijdens training met Arsenal in 2015

Bielik begon met voetballen bij Górnik Konin, vanwaar hij in 2012 werd opgenomen in de jeugdopleiding van Legia Warschau. Op 24 augustus 2014 debuteerde hij voor de club in de Ekstraklasa tegen Korona Kielce. Nadat Bielik vijf competitiewedstrijden en één duel in de UEFA Europa League speelde voor Legia, nam Arsenal hem in de winterstop van het seizoen 2014/15 over.

## Clubstatistieken
| Seizoen | Club                | Competitie     | Wed. | Goals |
| ------- | ------------------- | -------------- | ---- | ----- |
| 2014/15 | Legia Warschau      | Ekstraklasa    | 5    | 0     |
| 2015/16 | Arsenal FC          | Premier League | 0    | 0     |
| 2016/17 | → Birmingham City   | Championship   | 10   | 0     |
| 2017/18 | → Walsall           | League One     | 0    | 0     |
| 2018/19 | → Charlton Athletic | League One     | 34   | 4     |
| 2019/20 | Derby County        | Championship   | 4    | 0     |
| Totaal  | Totaal              | Totaal         | 53   | 4     |

## Interlandcarrière
Bielik kwam uit voor verschillende Poolse nationale jeugdelftallen. Hij nam met Polen –21 deel aan het EK –21 van 2019. Bielik debuteerde op 6 september 2019 voor Polen in een kwalificatie voor het EK 2020 tegen Slovenië
| Interlands van Krystian Bielik voor Polen | Interlands van Krystian Bielik voor Polen | Interlands van Krystian Bielik voor Polen | Interlands van Krystian Bielik voor Polen | Interlands van Krystian Bielik voor Polen | Interlands van Krystian Bielik voor Polen |
| №                                         | Datum                                     | Wedstrijd                                 | Uitslag                                   | Competitie                                | Goals                                     |
| ----------------------------------------- | ----------------------------------------- | ----------------------------------------- | ----------------------------------------- | ----------------------------------------- | ----------------------------------------- |
|                                           |                                           |                                           |                                           |                                           |                                           |
| Als speler bij Derby County               |                                           |                                           |                                           |                                           |                                           |
| 1.                                        | 6 september 2019                          | Slovenië – Polen                          | 2 – 0                                     | Kwalificatie EK 2020                      |                                           |
| 2.                                        | 10 september 2019                         | Polen – Oostenrijk                        | 0 – 0                                     | Kwalificatie EK 2020                      |                                           |
| 3.                                        | 16 november 2019                          | Israël – Polen                            | 1 – 2                                     | Kwalificatie EK 2020                      |                                           |
| 4.                                        | 24 maart 2022                             | Schotland – Polen                         | 1 – 1                                     | Vriendschappelijk                         |                                           |
| 5.                                        | 29 maart 2022                             | Polen – Zweden                            | 2 – 0                                     | Kwalificatie WK 2022                      |                                           |
| Als speler bij Birmingham City            |                                           |                                           |                                           |                                           |                                           |
| 6.                                        | 22 november 2022                          | Mexico – Polen                            | 0 – 0                                     | FIFA WK 2022 groepsfase                   |                                           |
| 7.                                        | 26 november 2022                          | Polen – Saoedi-Arabië                     | 2 – 0                                     | FIFA WK 2022 groepsfase                   |                                           |
| 8.                                        | 30 november 2022                          | Polen – Argentinië                        | 0 – 2                                     | FIFA WK 2022 groepsfase                   |                                           |
| 9.                                        | 4 december 2022                           | Frankrijk – Polen                         | 3 – 1                                     | Achtste finale WK 2022                    |                                           |
| 10.                                       | 24 maart 2023                             | Tsjechië – Polen                          | 3 – 1                                     | Kwalificatie EK 2024                      |                                           |
| 11.                                       | 16 juni 2023                              | Polen – Duitsland                         | 1 – 0                                     | Vriendschappelijk                         |                                           |